# Zippasla
Zippasla era un regne de l'Àsia Menor situat al sud de la clàssica Frígia, que rebia el seu nom de la muntanya anomenada també Zippasla.
De les fonts hitites es coneix a Madduwattas, a qui Tudhalias II havia nomenat governador d'aquest territori, probablement situat en algun lloc de la frontera occidental o sud-occidental del regne hitita., vora el territori d'Arzawa. Aquest Madduwattas va ser atacat per Attariššiya, "un home d'Ahhiya" diu la crònica, cosa que fa pensar que no era un rei sinó un grec del país dels aqueus. Attariššiya el va vèncer i el va expulsar del seu territori, i Madduwattas, junt amb la seva família, perseguit pels ahhiyawa i mancat de recursos, va demanar ajut a Tudhalias II. El rei hitita va acceptar ajudar-lo i li va donar carros de combat, menjar, vi i altres subministraments, i fins i tot li va oferir el govern de la regió del mont Hariyati, més propera a territori hitita que Zippasla, però Madduwattas no estava interessat en aquesta terra sinó que volia recuperar la seva; un exèrcit hitita va ajudar a Madduwatta i va expulsar els ahhiyawa de Zippasla i el va reinstal·lar però com a vassall del gran rei hitita i amb obligació de ser enemic de Kupanta-Kurunta, rei d'Arzawa contra el que Tudhalias II planejava fer la guerra. Madduwatta tampoc podia establir cap contacte amb Attariššiya d'Ahhiya.
Però Madduwatta va atacar Kupanta-Kurunta per la seva pròpia iniciativa. Va resultar que l'atac es va convertir en una derrota completa i les forces d'Arzawa van ocupar Zippasla i van fer molts presoners, inclosa la família reial, i només Madduwatta i uns pocs seguidors es van poder escapar. Va haver de tornar a demanar ajut als hitites i Tudhalias va enviar a dos oficials, Pišeni i Puškurunuwa, amb infanteria i carros de combat en ajut del seu vassall; la batalla es va lliurar prop de la ciutat de Sallawassi; els hitites van atacar i van vèncer i amb les forces d'Arzawa van trobar els presoners, els deus i la família de Madduwatta, i els hitites ho van retornar. Kupanta-Kurunta es va escapar sol i amb dificultat i Madduwatta reinstal·lat al seu palau a Zippasla. Arriba de nou Attariššiya amb el seu exèrcit per matar Madduwatta i ocupar el país, i Madduwattas torna a fugir i Tudhalias torna a enviar un exèrcit per fer fora l'invasor. Madduwattas torna al tron de Zippasla, però el rei hitita desconfiava del seu vassall i va establir a la capital del regne l'exèrcit expedicionari per vigilar la seva conducta i controlar-lo. Però el rei de Zippasla va conspirar en secret amb les tribus veïnes que van portar a l'exèrcit hitita a una emboscada on va ser destruït i on va morir el seu comandant.
No hi va haver cap expedició punitiva contra Zippasla, i Madduwattas sembla que va arribar a una aliança amb Kupanta-Kurunta, el seu antic enemic, que s'havia de concretar amb el casament del rei de Zippasla amb una filla de Kupanta-Kurunta. Aquest va desconfiar de les intencions del seu futur gendre i va anul·lar el casament, i encara que la part següent del text s'ha perdut, se sap que Madduwattas va incrementar el territori sobre el que governava ocupant gran part del territori d'Arzawa.